# 上新马属
上新馬属，又譯鮮新馬，是一種生活在中新世北美洲的已絕種馬科動物，牠們由草原古馬進化而來，是第一種進化出單腳趾和咀嚼草的臼齒的馬，也因此是現今馬的祖先，上新馬的外表已經和現代馬相似祇是還沒有如現代馬般高大，牠們的體型和驢子差不多大小。
有一些上新馬後來也來到南美洲生活，牠們是南美土著馬，但後來也絕種。

## 馬的進化

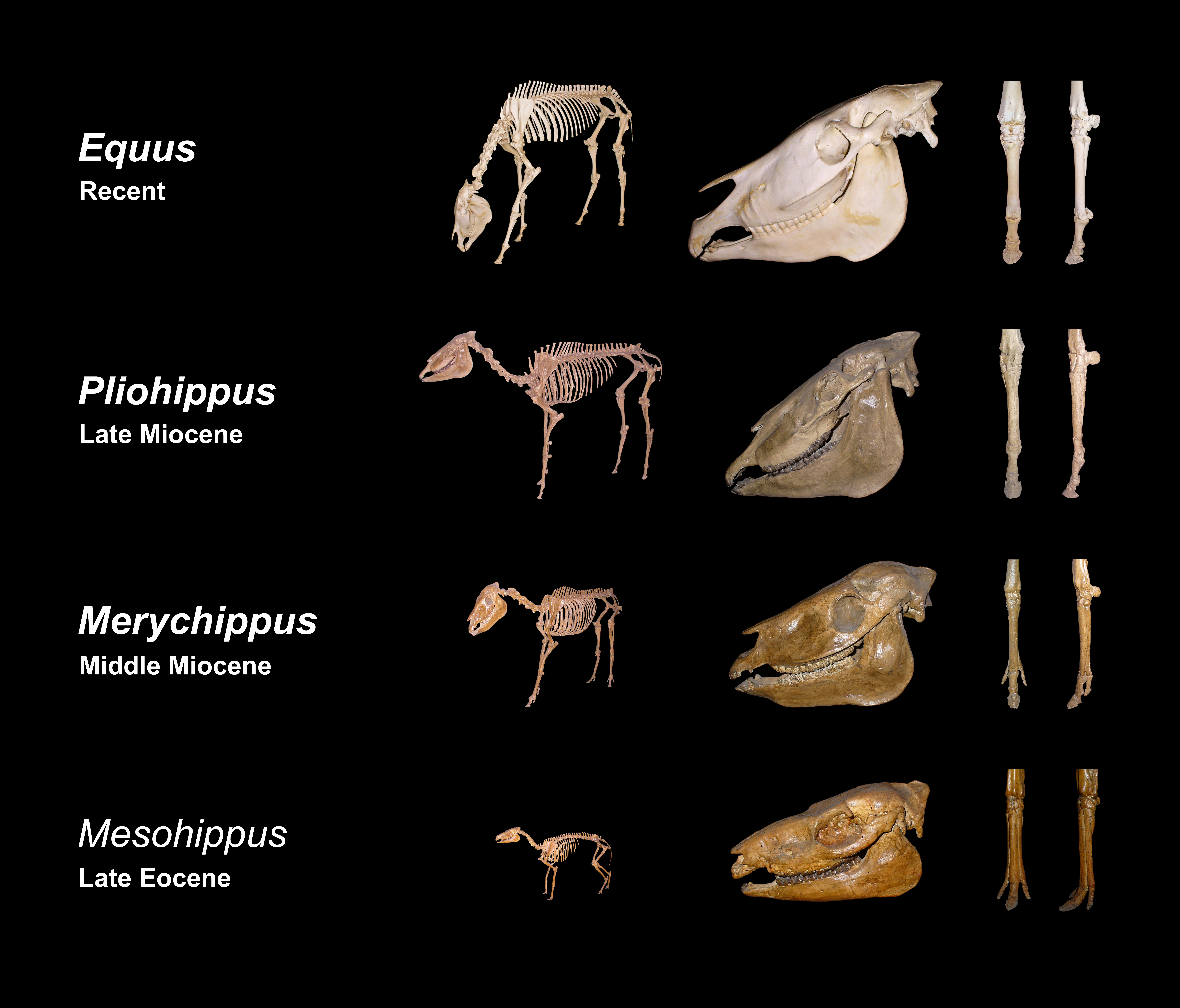
上新馬是馬進化主軸上的一個階段

- 始祖馬--＞漸新馬--＞草原古馬--＞上新馬--＞真馬

## 馬的分支
- 安琪馬
- 中新馬
- 三趾馬
- 南美土著馬